# Over the Moon - Il fantastico mondo di Lunaria
Over the Moon - Il fantastico mondo di Lunaria (Over the Moon) è un film d'animazione sino-statunitense del 2020 diretto da Glen Keane e John Kahrs.

## Trama
Fei Fei è una ragazza che viene amata dai genitori ed è stata cresciuta con delle leggende raccontatele dalla madre e la sua preferita è quella di Chang'e, la dea cinese della luna.
La piccola cresce aiutando i genitori nell'attività di famiglia ovvero la preparazione e la vendita delle torte lunari in occasione della Festa di Metà Autunno (detta anche Festa della Luna). Tuttavia sua madre si ammala gravemente (probabilmente per un tumore) e finisce per morire. Nonostante il dolore portatole dal lutto, lei e il padre trovano un equilibrio. Fei Fei cresce, con il padre, aiutandolo inel suo negozio, e la sua coniglietta bianca Bungee (dono fattole anni prima dalla madre).
Quattro anni dopo durante la festa della luna, il padre le presenta la signora Zhong, per cui dimostra un interesse personale. Nonostante la gentilezza della donna, Fei Fei vede in lei e nel figlio Chin (un campioncino di ping pong che è convinto di poter passare tra i muri ed è sempre accompagnato da una ranocchia) degli intrusi e nel nuovo interesse amoroso del padre un tradimento nei confronti della madre (il padre, infatti, voleva preparare le torte lunari secondo la ricetta della sua nuova "fidanzata" anziché quella di famiglia). L'arrivo di nonni e degli zii distoglie la ragazza da questi pensieri, finché quando, durante la cena, le zie parlano della leggenda di Cheng'e stravolgendone il significato, secondo sui Chang'e in realtà fosse una vecchia di 3000 anni e si sia tenuta per sé le pillole dell'immortalità.
Fei Fei, sconvolta, si allontana con Bungee e si convince che, per riportare le cose come erano prima, deve dimostrare al padre l'esistenza di Chang'e e ricordargli il significato del vero amore.
Siccome è una brillante studentessa, Fei Fei inizia il progetto di costruzione di un razzo, ma i suoi tentativi si rivelano vani finché non realizza un razzo dopo essersi ispirata da un treno a induzione magnetica di recente costruzione. La ragazza, dopo una lenta partenza, per far acquisire energia al razzo, riesce a decollare, ma il viaggio rischia di finire male (infatti Chin ha seguito di nascosto la protagonista poiché la considera una sorella) e i due iniziano a precipitare (poiché Fei Fei ha calcolato solo il peso suo). I due bambini, insieme a Bungee e alla rana precipitano, ma illuminati dalla luna, vengono soccorsi da due leoni alati di fuoco.
Atterrati sulla luna, ma con l'astronave distrutta, i due ragazzini vengono portati a Lunaria, il regno di Chang'e, dove incontrano la dea. All'inizio quest'ultima si dimostra gentile e cordiale nei confronti dei due bambini tanto che accetta di fare una foto con Fei Fei che vuole utilizzare la foto come prova per dimostrare al padre l'esistenza della dea ma la Chang'e rifiuta di lasciare la foto alla ragazza, se lei prima non le darà un "dono". Quando Fei Fei rivela di non avere nulla, la dea offre in premio la realizzazione di un desiderio a chi le porterà il dono. Fei Fei, certa che questo sia tra i resti del razzo, si aggrega a tre polli ciclisti, rifiutando l'aiuto di Chin, che si allontana insieme a Bungee.
Il bambino decide di introdursi al palazzo della dea per recuperare la foto ma viene catturato e sfidato a una partita di ping lunare che Chin vince nonostante le difficoltà iniziali. La dea, furibonda, lo rinchiude, non mantenendo gli accordi presi riguardo alla partita e si dimostra disperata al coniglio di giada, una creatura lunare mitologica nonché il suo animale domestico: il "dono" le serve entro poco tempo, insieme a una pozione, per un motivo misterioso.
Bungee segue il coniglio di giada nella sua tana, dove lo vede preparare una sorta di pozione, che la coniglietta, in una situazione fortuita, completa, ottenendo in più il potere di lanciare raggi dalle orecchie.
Fei Fei e i polli, superata una pioggia di meteore causata dalla frustrazione di Chang'e, raggiungono i resti del razzo, dove la ragazzina fa conoscenza di Gobi, una creatura simile a un formichiere, esiliato millenni prima da Lunaria. Tra i resti del razzo trova la sua bambola raffigurante la dea della luna (fattale dalla madre), e si convince che quello sia il dono, ma i polli la tradiscono trafugando la bambola e abbandonandola. Con Gobi, con cui stringerà una sincera amicizia, Fei Fei parte all'inseguimento, che culmina con l'incontro con gigantesche rane, che la ragazza, ispirata dal gioco della cavallina di Chin, propone di cavalcare. Arrivati a Lunaria, raggiungono i polli e cercano di recuperare la bambola, ma questa finisce distrutta da un raggio di luce, da cui Fei Fei si salva aggrappandosi a un oggetto volante, ispirata da un altro gioco del fratellastro. Giunta la notte, Fei Fei e Gobi si consolano a vicenda, e la creatura fa notare alla ragazza come il fratello le abbia, indirettamente, salvato la vita, e le propone di mangiare. In un contenitore per merende Fei Fei trova una torta lunare preparatole dalla signora Zhong, e, mangiandolo trova un oggetto di giada che riconoscono come la metà mancante del medaglione di Chang'e (la signora Zhong aveva accennato durante la cena con i parenti di Fei Fei, di discendere da Houyi, marito di Chang'e). Capiscono che quello è il dono, e corrono a palazzo, dove Chin, soccorso da Bungee e i suoi poteri, è fuggito. 
Ricongiuntisi, i due raggiungono la dea e le offrono il dono. Felice, Chang'e riunisce il medaglione e, insieme alla pozione del coniglio di giada, evoca proprio Houyi.
Nonostante il grande amore tra i due, Houyi non può trattenersi con l'amata e sparisce, come un fantasma. La disperazione della dea fa piombare Lunaria nell'oscurità, e la dea si ritrova nella Stanza della Tristezza Infinita, la cui porta è chiusa da una barriera che solo Fei Fei sembra poter attraversare. La ragazzina, pur sconsigliata dalle creature lunari, entra nella stanza per far ritornare tutto a com'era prima, ma vede un'immagine di lei e la madre, facendole ricordare anche che il motivo per cui ha tagliato i capelli è stato perché era sua madre a curarli, che la fa cadere nella tristezza. La dea, riconoscendo nella ragazza un dolore simile al suo, le si avvicina per salvarla, mostrando la dolcezza che la caratterizzava nelle favole della madre; Chang'e le fa capire che, anche se non può riavere la madre, può avere amore e gioia anche da altre fonti, e deve solo aprire il suo cuore. Dopo un tentativo fallito di Bungee, Chin riesce a spezzare la barriera, forte dell'affetto per la "sorella" che lo abbraccia felice. Ma la ragazza vuole salvare la dea, nonostante questa affermi che per lei è troppo tardi, le fa capire che, se anche non può stare col marito, ha comunque l'amore incondizionato delle creature lunari, che irrompono per abbracciarla, Gobi per primo, e circondano la dea. Lunaria torna a splendere e Fei Fei e Chin si preparano a tornare a casa, senza Bungee, che decide di restare perché innamorata, ricambiata, del coniglio di giada, con la benedizione della padroncina. La dea le restituisce la foto ringraziandola e affermando che il vero dono è stato incontrarla. Trasportati dai leoni alati, i due ragazzi tornano sulla terra, ma nel tragitto Fei Fei espone la foto al fuoco, distruggendola, tuttavia non se ne dispiace. Sulla terra, porta Chin, addormentato, in spalla fino a casa, dove trova il padre ad attenderla.
Qualche tempo dopo, il padre ha sposato la signora Zhong e ora Fei Fei è felice, con la sua nuova famiglia, di festeggiare la festa della luna, in cui questa volta i parenti parlano della leggenda di Chang'e secondo il significato originale. La sera, in riva al laghetto del giardino, Fei Fei, dopo aver scherzato col padre, poi rientrato, osserva un airone posarsi vicino a lei e guardarla, per poi volare via, in alto verso la luna, col suo stormo. Ma la contemplazione viene disturbata da Chin, con cui comincia a giocare.

## Produzione
Il film è la trasposizione di un classico mito cinese. L'idea di realizzare quest'opera è stata partorita per prima dalla produttrice cinematografica Janet Yang, che attraverso lo studio cinematografico Pearl Studio ha assunto Audrey Wells affinché scrivesse la sceneggiatura dell'opera. Successivamente Netflix ha acquisito i diritti sulla distribuzione del film e Glenn Keane è stato scelto come regista del film.
Per il design della città di Lunaria, il team di animatori si è ispirato alla copertina dell'album dei Pink Floyd The Dark Side of the Moon e ai dipinti di Joan Mirò.

## Distribuzione
Un primo trailer della pellicola è stato pubblicato il 23 giugno 2020.
Il film è stato proiettato per la prima volta al Montclair Film Festival il 17 ottobre 2020, per poi essere distribuito sulla piattaforma Netflix e in alcune sale cinematografiche selezionate il 23 ottobre 2020.

## Colonna sonora
I brani inseriti nel film sono stati composti da Steven Price e interpretati da cantanti diversi in ciascuna lingua.

## Accoglienza
Sull'aggregatore Rotten Tomatoes il film riceve il 81% delle recensioni professionali positive con un voto medio di 6,9 su 10 basato su 94 critiche, mentre su Metacritic ottiene un punteggio di 60 su 100 basato su 22 critiche.

## Riconoscimenti
- 2021 - Premi Oscar
  - Candidatura per miglior film d'animazione
- 2021 – Golden Globe[12]
  - Candidatura per miglior film d'animazione